# امتداد صورة الخام
امتداد صورة الخام (بالإنجليزية: raw image file)‏ هو لاحقة ملف تنتجه الكاميرات أو الماسحات الرقمية عند التصوير، ويحتوي على بيانات مأخوذة من حساس الكاميرا أو الماسح. الملفات بهذا الامتداد غير جاهزة لطباعتها كصور أو تحريرها ببرامج تحرير الصور المختلفة لأنها ملفات بيانات غير معالجة.